# Metepec (municipi d'Hidalgo)
Metepec és un municipi de l'estat d'Hidalgo. Metepec és el cap de municipi i principal centre de població d'aquesta municipalitat. Aquest municipi és a la part nord-occidental de l'estat de Mèxic. Limita al nord amb els municipis de Tutotepec, al sud amb Tulancingo, a l'oest amb Huasca i a l'est amb Puebla.